# Pogonatum ericaefolium
Pogonatum ericaefolium là một loài Rêu trong họ Polytrichaceae. Loài này được Besch. miêu tả khoa học đầu tiên năm 1872.